# Ulf Krokfors
Ulf Magnus „Uffe“ Krokfors (* 20. November 1966 in Helsinki) ist ein finnischer Jazzbassist.
Krokfors wurde 1989 bekannt als Bassist in unterschiedlichen Gruppen von Edward Vesala; unter anderem war er mit Vesalas Gruppe Sound & Fury an der CD Ode to the Death of Jazz beteiligt, nahm aber auch im Vesala Klaani auf und 1999 im Quartett mit Vesala, dem Saxophonisten Kari Heinilä und dem Vibraphonisten Severi Pyysalo. 1990 begann er auch, in Raoul Björkenheims Jazzrock-Gruppe Krakatau zu spielen. Seit Ende der 1990er Jahre arbeitete er mit dem Schlagzeuger Markku Ounaskari zusammen.
Seit 2000 begann Krokfors auch zu komponieren; als Ergebnis erschien 2003 das Album Heart of a Bird mit der Pianistin und Harfenistin Iro Haarla und dem Saxophonisten Rasmus Korsström. Mit Harlaa bildete er das Improvisationsensemble Loco Motife, dessen Album Penguin Beguine 2005 erschien. Mit Juhani Aaltonen und Tom Nekljudow bildet Krokfors das Juhani Aaltonen Trio. Von dieser Formation erschien 2003 das Album Mother Tongue und 2006 Illusion of a Ballad.

## Diskographische Hinweise
- Volition (Decca/ECM, 1992)
- Matinale (Decca/ECM, 1993)
- Penguin Beguine (TUM Records, 2005)
- Heart of a Bird (TUM Records, 2010)
- Iro Haarla, Ulf Krokfors & Barry Altschul: Around Again (TUM; 2016)